# Lata Mangeškar
Lata Mangeškar (izgovor (pomoć·info)) (Indor, 28. septembar 1929 — Mumbaj, 6. februar 2022) bila je indijska reprodukcijska pevačica i muzička direktorka. Ona je jedna od najpoznatijih i najcenjenijih pevačica u Indiji. Lata je snimila pesme u preko hiljadu hinduskih filmova i pevala pesme na preko trideset šest regionalnih indijskih i stranih jezika, mada prevashodno na maratskom, hinduskom i bengalskom.
Nagradu Dadasaheb Falke dodelila joj je 1989. vlada Indije. Godine 2001, u znak priznanja za njen doprinos naciji, dodeljena joj je Barat Ratna, najviša civilna počast Indije, i ona je tek drugi vokalista, posle M. S. Subulakšmija, koja je dobila tu počast. Francuska joj je 2007. godine dodelila svoje najviše civilno priznanje (Oficir Legije časti).
Dobitnica je tri Nacionalne filmske nagrade, 15 nagrada Udruženja filmskih novinara u Bengalu, četiri nagrade za najbolju žensku reprodukciju, dve posebne filmske nagrade, nagrade za filmsko životno delo i mnogih drugih. Godine 1974, postala je prva Indijanka koja je nastupila u Rojal Albert Holu. Njena poslednja snimljena pesma bila je „Saugandh Mujhe Is Mitti ki“ objavljena 30. marta 2019. kao omaž Indijskoj armiji i naciji.
U jednom trenutku se pojavila u Ginisovoj knjizi rekorda, koja ju je navela kao najzabeleženiju umetnicu u istoriji između 1948. i 1987. godine.

## Detinjstvo i mladost
Lata Mangeškar je rođena 1929. godine kao najstarija kćerka pandita Dinanata Mangeškara, maratskog muzičara i njegove gujaratske supruge Ševanti u Indoru (u današnjem Madja Pradešu i u to vreme prestonici kneževske države Indore koja je bila deo Centralnoindijske agencije u Britanskoj Indiji). Njen otac, pandit Dinanat Mangeškar, bio je klasični pevač i pozorišni glumac. Deenanath had taken the surname Mangeshkar, based on the name of his ancestral village, Mangeshi in Goa. Njena majka, Ševanti (kasnije preimenovana Šudamati), gujaratska žena iz Talnera, Bombajske prezidencije (sad severozapadne Maharaštre), bila je Dinanatova druga žena; njegova prva supruga Narmada, koja je umrla, bila je Ševantijeva starija sestra.
Latin deda s očeve strane, Ganeš Bat Navati Hardikar (Abišeki), bio je karhadski bramanski sveštenik koji je vršio bogosluženja Šivi lingam pri Mangueši hramu u Goi, a njena baba s očeve srane, Jesubaj Rane, pripadala je Gomantak Marata Samaj zajednici Goe.
Latin deda s majčine strane je bio gujaratski poslovni čovek Set Haridas Ramdas Lad, prosperitetni biznismen i posednik nekretnina iz Talnera. Mangepkar je naučila gujaratske narodne pesme kao što je garba iz Pavagada od svoje babe po majci.
Porodično prezime je ranije bilo Hardikar. Dinanat ga je promenio u Mangeškar radi identifikovanja familije sa s svojim rodnim gradom, Mangešijem u Goi. Lata je dobila ime „Hema” po rođenju. Njeni roditelji su je kasnije preimenovali u Lata po ženskom liku, Latika, u jednom od pozorišnih komada njenog oca, BavBandan.
Bila je najstarije dete u porodici. Mina, Aša, Uša i Hridajnat, po redu rođenja, su njena braća i sestre; svi su nadareni pevači i muzičari.. Prvu muzičku lekciju dobila je od oca. Sa pet godina počela je da radi kao glumica u očevim muzičkim komadima (Sangeet Natak na maratiju). Prvog dana škole, Mangeškar je napustila jer joj nije bilo dozvoljeno da sa sobom povede svoju sestru Ašu.

## Literatura
- Bichu, Dr. Mandar (2011). Lata — Voice of the Golden Era. Popular Prakashan. ISBN 978-81-7991-625-4.
- Bhimani, Harish (1995). In search of Lata Mangeshkar. Indus. ISBN 978-81-7223-170-5.
- Bharatan, Raju (1995). Lata Mangeshkar: A Biography. UBS Publishers Distributors. ISBN 978-81-7476-023-4.
- Kabir, Nasreen Munni (2009). Lata Mangeshkar: In Her Own Voice. Niyogi Books. ISBN 978-81-89738-41-9.
- Lata, Mangeshkar (1995).  Sapre, Madhuvanti; Dinkar Gangal, ур. In search of Lata Mangeshkar (на језику: Marathi). Harper Collins/Indus. ISBN 978-81-7223-170-5.
- Nerurkar, Vishwas. Lata Mangeshkar Gandhar Swaryatra (1945-1989) (на језику: Hindi). Mumbai: Vasanti P. Nerukar..
- Bichhu, Mandar V. (1996). Gaaye Lata, Gaaye Lata (на језику: Hindi). Sharjah: Pallavi Prakashan. ISBN 978-81-7223-170-5.
- Verma, Sunanda (2018). Namaste, Lata Mangeshkar! Her voice touches at least a billion hearts. Singapore: The Indologist. ISBN 978-9814782111.

## Spoljašnje veze
- Lata Mangeshkar na sajtu  (jezik: engleski)